# Carles I de Borbó
Carles I de Borbó, nascut el 1401, mort el 4 de desembre de 1456 al castell de Moulins, fou duc de Borbó i d'Alvèrnia de 1434 a 1456. Fou també comte de Clermont-en-Beauvaisis i comte de Forès que en endavant es poden considerar annexes del ducat de Borbó

## Biografia
Carles I de Borbó era fill de Joan I de Borbó, duc de Borbó i d'Alvèrnia, comte de Clermont-en-Beauvaisis i de Forez, etc., i de Maria de Berry, duquessa d'Alvèrnia i comtessa de Montpensier.
En principi, Comte de clermont, va haver d'administrar els dominis del seu pare (de fet el 1415 però formalment el 1421) després que aquest fou fet presoner a batalla d'Agincourt. A l'edat de quinze anys, presidia el consell de regència, però, després de la caiguda dels Armanyacs el 1418, es va haver de sotmetre a Joan I de Borgonya, duc de Borgonya, dels quals es va casar amb la filla. fou nomenat governador del Llenguadoc el 1421, on va fer algunes campanyes contra el comte de Foix, i després el 1423 fou comandant general del Lionès. Va portar una comitiva de socors cap a la ciutat d'Orleans, que va fracassar (jornada de les arengades). Després de l'alliberament d'Orleans per Joana d'Arc, Carles, igual com els seus familiars i avantpassats, va lluitar amb l'exèrcit de França durant la Guerra dels Cent Anys, però va mantenir llaços diplomàtics amb els seus enemics els borgonyons; va combatre els anglesos, però no va rebre prou suport de Carles VII de França, i Carles I es va haver de retirar a Moulins en territori del seu ducat del Borbonès. Va aconseguir persuadir el seu cunyat Felip III de Borgonya d'afluixar l'aliança amb els anglesos per acostar-se al rei de França. Va participar en la rebel·lió de nobles en contra de Carles VII de França i quan la rebel·lió va ser sufocada va demanar pietat al rei.
Esdevingut formalment duc de Borbó i Alvèrnia i comte de Forès a la mort del seu pare (1434), fou un príncep descontent amb el poder reial i va sostenir les revoltes del delfí. El 1434 va esdevenir gran cambrer de França. Va morir al castell de Moulins el 1456.

## Matrimonis i fills
El 19 de juliol de 1412, va ser promès a una altra nena de 3 anys, Anna de Dreux (nascuda el 1409, morta abans de 1415), unió mai consumada. Seria potser llavors quan el seu pare li va cedir el comtat de Clermont-en-Beauvaisis, reservat als hereus, i no al seu segon matrimoni el 1424 quan el pare estava presoner, data no obstant generalment admesa.
El 1424, es va casar, formalment en segones núpcies amb Agnès de Borgonya (1407-1476), unió del qual van néixer:
- Joan II de Borbó (1426 † 1488), duc de Borbó
- Maria de Borbó (abans de març de 1428-Nancy 7 de juliol de 1448), promesa per contracte del 3 de febrer de 1437, celebrat el 1445, a Joan II de Lorena i de Calàbria (1425-1470)
- Felip (11 de febrer de 1429 - Lille gener de 1453), senyor de Beaujeu
- Carles II (1433-1488), arquebisbe de Lió (1444), cardenal (1476), després duc de Borbó (1488)
- Isabel de Borbó (1437-Anvers 13 de setembre de 1465), casada el 1454 amb Carles I de Borgonya el Temerari (1433-1477), duc de Borgonya
- Lluís (1437- Werz 10 d'agost de 1482), bisbe de Lieja
- Pere II de Borbó (Moulins 27 de novembre de 1438 -10 d'octubre de 1503), senyor de Beaujeu, després duc de Borbó (1488) es va casar amb Anna de França, regenta de França
- Caterina de Borbó (1441 - Tournai 21 de setembre de 1469), casada a Bruges el 18 de desembre de 1463 amb Adolf d'Egmont (1438-1477), duc de Gueldre
- Jaume de Borbó (1445- Bruges 22 de maig de 1468), cavaller del Toisó d'Or
- Joana (1443 - Lons le Saunier 10 de juliol de 1493), casada per contracte del 12 d'octubre de 1467 amb Joan IV de Chalon-Arlay (1443-1502), príncep d'Orange.
- Margarida (Moulins, tardor del 1447 - Pont d'Ain 24 d'abril de 1483), casada a Moulins l'abril de 1476 amb Felip de Savoia, comte de Bresse

Fou igualment el pare de diversos bastards entre els quals dos tinguts amb Jeanne de Bournan:
- Lluís de Borbó (mort el 1487), almirall de França, casat el 1466 amb Joana de Valois (1447-1519), senyora de Mirebeau. Fou un dels primers cavallers de l'Ordre de Saint-Michel anomenats per les cartes patents de Lluís XI de França[4] el 1469.

- Renald de Borbó, abat de Saint-Sauveur-le-Vicomte, arquebisbe de Narbona de 1473 a 1482.